# República bananera

Las bananas centroamericanas fueron la inspiración de O. Henry para la creación del término república bananera.

La expresión peyorativa «república bananera» se utiliza para describir un país que es considerado políticamente inestable, pobre, atrasado y corrupto. En el país bananero por lo general no se respetan ni leyes ni reglas, considerándose una virtud saltarse las reglas, mientras que cumplirlas no es valorado socialmente. Por lo general el país bananero tiene una economía que depende de unos pocos productos de escaso valor agregado (simbolizados por las bananas), y es gobernado por un dictador legitimado de manera fraudulenta o una junta militar, o es sometido a la hegemonía de una empresa extranjera, bien sea mediante sobornos a los gobernantes o mediante el ejercicio del poder financiero.
Se suele usar también la expresión «republiqueta bananera» (que no se debe confundir con el término histórico «republiqueta»).

## Origen y evolución de la expresión

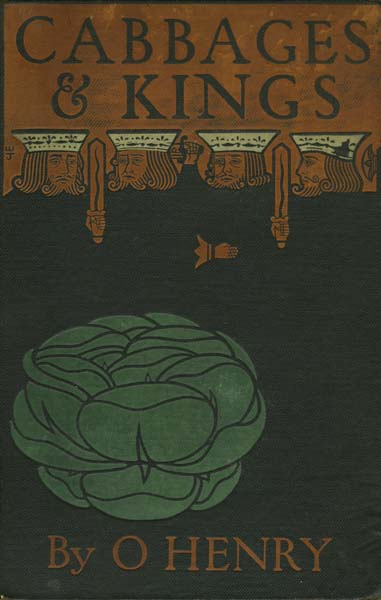
Cabbages and Kings (Repollos y reyes) de O. Henry, libro publicado en 1904 que popularizó la expresión peyorativa «república bananera».

La expresión «república bananera» fue acuñada a inicios del siglo XX por O. Henry, humorista y escritor de cuentos cortos estadounidense que pasó varios años en Centroamérica, para referirse a Honduras, país en que O. Henry se refugió tras ser acusado de malversación de fondos en Austin, Texas. En aquel entonces, el término «república» era también un eufemismo de dictadura. La expresión podría también haberse referido a Guatemala, la cual tenía convenios con la United Fruit Company, compañía que básicamente controlaba la economía del país. 

In the constitution of this small, maritime banana republic was a forgotten section...
En la constitución de esta pequeña y marítima república bananera había una sección olvidada...
O. Henry, Cabbages and Kings, 1904

Así pues, la expresión «república bananera» fue inventada originalmente como una referencia muy directa a una «dictadura servil», que favorece (o apoya directamente a cambio de sobornos) la explotación de la agricultura de plantación y monocultivo a gran escala, sin atender a mejorar las condiciones de vida de los habitantes del país. La situación se podía generalizar al resto de América Central y a la explotación de su principal producto (el banano o plátano) por parte de la United Fruit Company, empresa estadounidense que ejerció una influencia enorme sobre la política interna de América Central desde finales del siglo XIX hasta la década de 1970, ya sea mediante el abuso de su poder económico, amenazas de violencia o sobornos a gobernantes, y que incluso preparó un golpe de Estado apoyado por la CIA contra el presidente guatemalteco Jacobo Árbenz.

At that time we had a treaty with about every foreign country except Belgium and that banana republic, Anchuria.
En esos tiempos teníamos tratados con casi todos los países extranjeros excepto Bélgica y esa república bananera, Anchuria
O. Henry, Cabbages and Kings, 1904

Posteriormente se popularizó la denominación de «república bananera» para hacerla extensiva de manera despectiva a cualquier país del mundo que se considere como plagado de inestabilidad política, corrupción e ilegalidad en su vida cotidiana, generalmente del llamado tercer mundo. De hecho, estos rasgos han sido invocados para calificar como «repúblicas bananeras» a países de Europa del Este o del Asia Central tras la desintegración de la Unión Soviética en 1991, países en que se cree ver los mismos rasgos de las repúblicas de América Central a inicios del siglo XX.
El término se hace popular generalmente en la ciudadanía del país considerado como tal.

## El testimonio de Smedley Butler

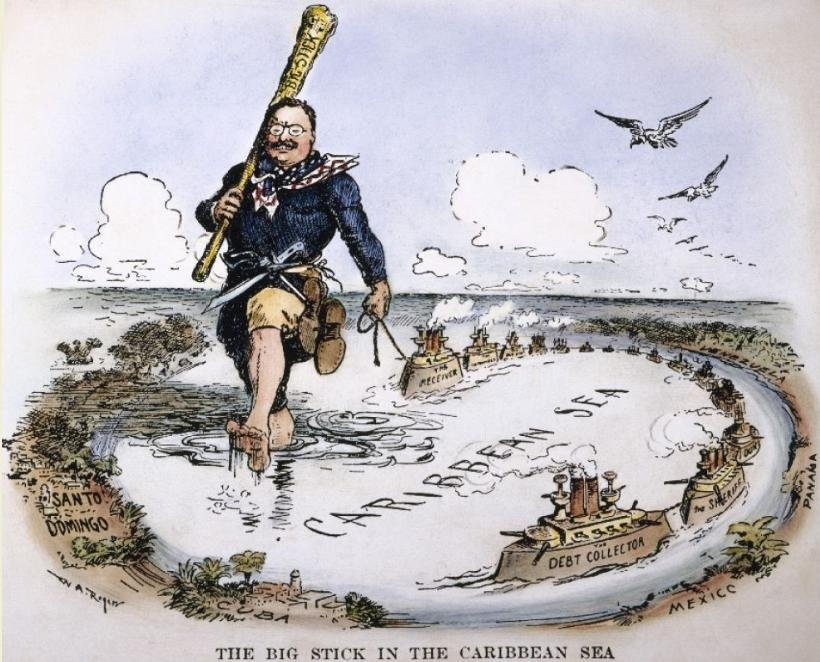
Caricatura de la política del Gran Garrote (del inglés Big Stick) del gobierno del presidente estadounidense Theodore Roosevelt, que mantuvo a todos los países del Caribe bajo un dominio férreo a fin de que el Canal de Panamá se construyera sin problemas.

Posiblemente, el oficial más activo de las llamadas «guerras bananeras» haya sido el Mayor General del Cuerpo de Marines de los Estados Unidos Smedley Butler, quien en 1935 escribió en su famoso libro La guerra es un latrocinio:

He servido durante 30 años y cuatro meses en las unidades más combativas de las Fuerzas Armadas estadounidenses: en los Marines. Tengo la sensación de haber actuado durante todo ese tiempo de bandido altamente calificado al servicio de las grandes empresas de Wall Street y sus banqueros. En otras palabras, he sido un pandillero al servicio del capitalismo. [...] En 1923 "enderecé" los asuntos en Honduras en interés de las compañías fruteras estadounidenses. En 1927, afiancé en China los intereses de la Standard Oil. Cuando miro hacia atrás, considero que pude haber dado a Al Capone algunas sugerencias. Él, como gángster, operó en tres distritos de una ciudad. Yo, como Marine, actué en tres continentes.